# Метапузле
Метапузла је пузла која спаја неколико пузли у њој. На пример, пет пузли које имају одговоре: „бео”, „држава”, „начелник”, „отворени” и „бранитељ” водиле би до метапузлиног одговора „град” који комбиновањем с тим речима гради нове.
„Мета-мета” спаја неколико метапузли. Нпр., ако је одговор метапузле „град”, а одговори осталих метапузли „село”, „место” и „боравак”, одговор игре био би „насеље”, преостала карта је кец за кенту.
Метапузле се често проналазе у лововима на пузле.
Структура метапузле често омогућава погађање, с већим или мањим нивоом сигурности, решења пузли која се спајају без решавања. Ова техника се назива решавање уназад. На пример, горенаведени пример, након решавања пузли чији су одговори: „бео”, „држава”, „начелник”, „отворени” и решење метапузле „град”, методом решавања уназад играч би могао тачно погодити „бранитеља” на основу знања да образује нову реч када јој се дода „град”, уместо да решава пету пузлу. Међутим, решавање уназад није непогрешиво. Могао би и погрешно да погоди одговор који следује „бранитељу”.

## Врсте

### Ловови на пузле који садрже метапузле
- MIT Mystery Hunt
- Microsoft Puzzle Hunt
- Microsoft Puzzle Safari
- College Puzzle Challenge

### Слагалице које имају метапузле
- The Fool's Errand
- 3 in Three
- System's Twilight
- The Fool and His Money

## Спошљашње везе
- Justin's Puzzles
- Some Puzzles by Mark Halpin
- Planetarium